# Pinnixa lunzi
Pinnixa lunzi är en kräftdjursart som beskrevs av Glassell 1937. Pinnixa lunzi ingår i släktet Pinnixa och familjen Pinnotheridae. Inga underarter finns listade i Catalogue of Life.